# Nablus (muhafaza)
Nablus (arab. ‏نابلس‎, Nābulus) – muhafaza Palestyny. Leży w środkowo-północnej części Zachodniego Brzegu. Od północy sąsiaduje Dżaninem, od wschodu z Jerychem i Tubasem, od południa z Ramallah i Al-Bira, a od z zachodu z Kalkilją, Salfitem i Tulkarmem. Ma powierzchnię 605 km² i jest czwartą największą jednostką administracyjną kraju. Według danych Palestyńskiego Centralnego Biura Statystycznego na rok 2007 zamieszkało ją 321 493 osób, co stanowiło 8,5% ludności Palestyny. Znajdowało się tu wtedy 59 630 gospodarstw domowych. Do 2015 roku liczba ludności wzrosła do 380 961, a gęstość zaludnienia wynosiła 630 os./km². Jest czwartą pod względem liczby ludności muhafazą Palestyny.

## Miejscowości
Miasta
- Nablus

Miejscowości
- Akraba
- Asira asz-szamalija
- Bajta
- Huwara
- Dżammain
- Kabalan
- Sebastia
- Bajt Furik

Wioski
- Asira al-Kiblija
- Azmut
- Awarta
- Al-Badhan
- Balata al-Balad
- Beit Dadżan
- Beit Hasan
- Beit Iba
- Beit Imrin
- Beit Wazan
- Bizzirija
- Burin
- Burka
- Deir al-Hatab
- Deir szaraf
- Duma
- Einabus
- Furusz Beit Dadżan
- Idżnisinja
- Dżurisz
- Kafr kallil
- Al-Lubban asz-szarkija
- Madżdal Bani Fadil
- An-Nakura
- An-Naserija
- Odala
- Osarin
- karjut
- Kusin
- Kusra
- Rudżeib
- Salim
- Sarra
- As-Sawija
- Talfit
- Talluza
- Tell
- Urif
- Janun
- Jasid
- Jatma
- Zawata
- Zeita Dżammain